# Lycium barbarum
Lycium barbarum L., 1753 è un arbusto caducifoglio appartenente alla famiglia Solanaceae, originario della Cina centro-settentrionale.
I frutti di questa specie, al pari dei frutti di Lycium chinense, sono noti con il nome commerciale di "bacche di goji". Fra le due specie Lycium barbarum è la più ricca di vitamine, sali minerali e antiossidanti ed è famoso in Asia per le sue bacche,  annoverate nella farmacopea cinese.

## Descrizione

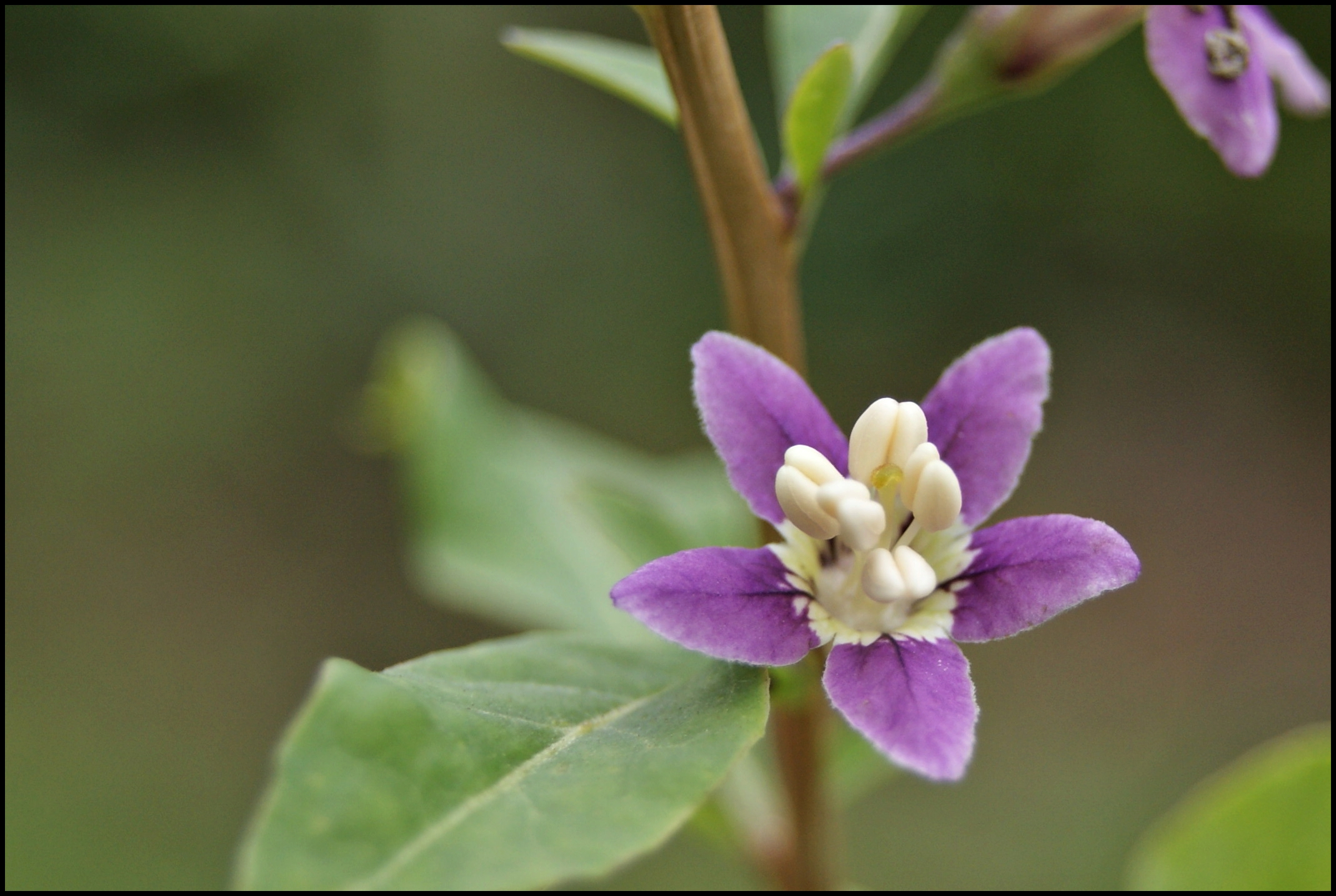
Fiore di L. barbarum

## Distribuzione e habitat
La specie è originaria delle regioni temperate della Cina (Gansu, Hebei, Mongolia interna, Ningxia, Qinghai, Shanxi, Sichuan, Xinjiang).

## Proprietà
Studi condotti sui topi hanno dimostrato che le bacche di goji potenziano la capacità antiossidante dell'organismo come dimostrato dall'innalzamento degli enzimi superossido dismutasi (SOD), catalasi (CAT) e glutatione perossidasi (GSH-Px). L'attività antiossidante è risultata essere comparabile a quella della vitamina C.